# Важільний прес

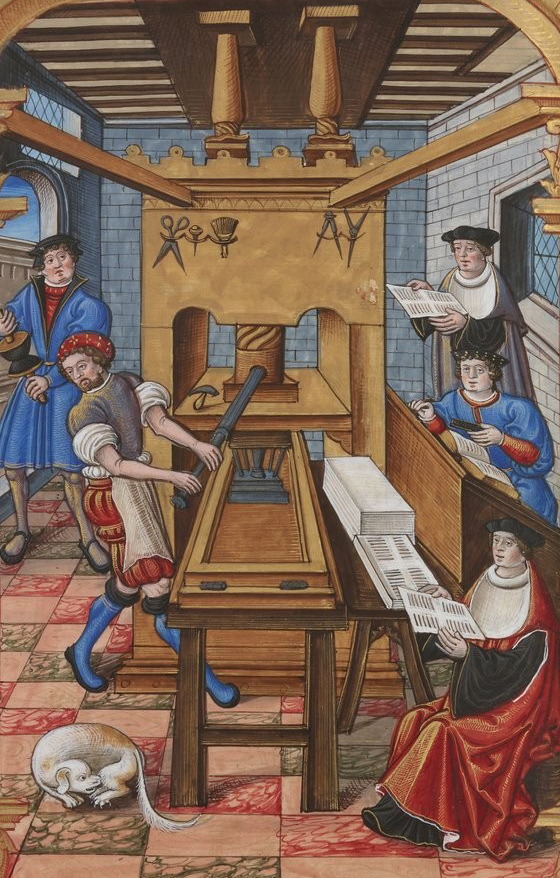
Друкарський прес, 15 ст., Франція

Важільний прес -— прес в якому стискання здійснюється за допомогою довгого важеля.

Механізм колінного преса

У разі одноплечих важільних пресів, важіль діє за законом важеля (сила стискання залежить від довжини плеча) або тиск створюється у тому числі, за допомогою прикріплених вантажів, каменів чи клина, гвинтового або ручного тиску (друкарський прес) безпосередньо на плиту преса, чи важіль служить як ручний привод поршня гідроциліндра для створення тиску мастила (прес Брамаха). 
У так званих перемикальних пресах, коліно працює разом із гвинтовою передачею.
Преси для витискання оливкової олії з оливок та історичні друкарські верстати працювали у спосіб одноплечого важільного преса.
Важільні преси мають поширення і в сучасному світі, переважно для кухарських справ.